# Golden Slumbers
"Golden Slumbers" é uma canção da banda de rock inglesa The Beatles, do álbum Abbey Road, de 1969. Escrita por Paul McCartney e creditada a Lennon–McCartney, é a sexta música do medley climático do lado B do álbum. A música é seguida por "Carry That Weight" e inicia a progressão que leva ao final do álbum. As duas canções foram gravadas juntas como uma única peça.
A canção foi inspirada no poema "Cradle Song" de Thomas Dekker, da peça Patient Grissel. McCartney encontrou a partitura em um piano na casa de seu pai e, sem saber ler música, compôs sua própria melodia usando a primeira estrofe do poema com pequenas alterações. O poema de Dekker foi anteriormente musicado por W.J. Henderson (1885) e outros, mas Abbey Road não credita Dekker.
McCartney é o vocalista principal de "Golden Slumbers", começando suavemente com piano, baixo e cordas, e intensificando no refrão com bateria. Ele trabalhou para dar força ao vocal, ficando satisfeito com o resultado. A música foi gravada em 2 de julho de 1969, com George Harrison no baixo e Ringo Starr na bateria, enquanto John Lennon estava ausente devido a um acidente. McCartney gravou vocais principais em 30 e 31 de julho, e a orquestração foi adicionada em 15 de agosto. A música foi relativamente simples de gravar, com overdubs adicionais e participação de Lennon em algumas sessões. O medley foi finalizado pouco antes do lançamento de Abbey Road, em 26 de setembro de 1969.
"Golden Slumbers" teve diversos covers notáveis. George Benson incluiu-a em um medley em The Other Side of Abbey Road, de 1970. Elis Regina gravou-a no álbum Ela, de 1971. Ben Folds fez uma versão para Eu Sou Sam, de 2001, e Elbow a regravou para o comercial natalino da John Lewis, em 2017. Outras versões incluem Judy Collins (Judy Collins Sings Lennon and McCartney, de 2007) e Brad Mehldau (Your Mother Should Know, de 2023).

## Antecedentes e composição
"Golden Slumbers" é baseado no poema "Cradle Song" da peça Patient Grissel, uma canção de ninar do dramaturgo Thomas Dekker. McCartney viu a partitura de "Cradle Song" na casa de seu pai em Liverpool, deixada em um piano por sua meia-irmã Ruth. Incapaz de ler música, ele criou sua própria música. McCartney usa a primeira estrofe do poema original, com pequenas alterações de palavras, acrescentando a ela uma única linha lírica repetida com pequenas variações. O texto original de Dekker foi ligeiramente alterado por McCartney. Na coleção de 1885 "Canções de São Nicolau", p. 177, é a música de WJ Henderson definida para o poema, intitulado "Golden Slumbers Kiss Your Eyes". Abbey Road não credita Dekker pela estrofe ou pelo título. O poema de Thomas Dekker foi musicado por WJ Henderson em 1885, Peter Warlock em 1918, também por Charles Villiers Stanford e Alfredo Casella.
McCartney relata em The Beatles Anthology: "Eu estava tocando piano em Liverpool na casa do meu pai, e o livro de piano da minha meia-irmã Ruth estava no suporte. Eu estava folheando e cheguei em 'Golden Slumbers'. Não sei ler música e não conseguia lembrar da melodia antiga, então comecei a tocar minha própria melodia. Gostei das palavras, então as guardei, e elas combinaram com outro pedaço de música que eu tinha". Isso sugere que ele já havia escrito "Carry That Weight" e, portanto, é provável que ele tenha composto a música para "Golden Slumbers" para refleti-la.

## Estrutura musical
A canção está no tom de C maior, no compasso de 4/4 e segue a forma Intro – Verso – Refrão – Verso. A melodia vocal em "Golden Slumbers" é inteiramente diatônica e, exceto por um breve acorde E7 (V7/vi) que ocorre em "sleep pretty darling", a harmonia também é. O verso de abertura em traça um paralelo semelhante à seção de abertura de "You Never Give Me Your Money", onde ocorre um círculo diatônico de quintas. Em "Golden Slumbers", há uma breve recapitulação desse círculo de quintas usando os mesmos quatro acordes iniciais da sequência de "You Never Give Me Your Money": Am7 – Dm – G7 – C. A melodia vocal também contém o motivo de uma sexta saltitante que ocorre ao longo de toda a música. Isso fornece um bom contraste com as faixas anteriores que se concentravam em uma extensão melódica bastante curta e estreita.
O arranjo de “Golden Slumbers” consiste em baixo, bateria e piano com camadas adicionais de cordas e metais que também são usadas. A textura de piano de abertura é, na maior parte, um fluxo constante e consistente de colcheias pulsando para cima e para baixo, proporcionando uma batida suave e constante que contrasta com a série de ritmos sincopados ouvidos nas faixas anteriores. Essa textura de piano também ajuda a suavizar a transição para "Carry That Weight" ao continuar a tocar esse mesmo acompanhamento rítmico de colcheias na próxima música. No refrão de "Golden Slumbers", um som maior é criado por meio da expansão das faixas instrumentais e vocais, e camadas de bateria junto com partes mais grossas de cordas e metais que ajudam a iluminar e abrir a faixa momentaneamente. Os metais e as cordas continuam levemente no segundo verso, enquanto a bateria também continua com batidas suaves de címbalo que acentuam suavemente o tempo forte na maior parte do verso.

## Gravação
McCartney era o vocalista principal. Ele começa a música em um tom suave, apropriado para uma canção de ninar, com piano, baixo e um acompanhamento de seção de cordas. A bateria entra na linha "Golden slumbers fill your eyes", e McCartney muda para um tom mais forte, ambos enfatizando a mudança para o refrão. McCartney disse: "Lembro-me de tentar obter um vocal muito forte, porque era um tema muito suave, então trabalhei na força do vocal e acabei ficando bastante satisfeito com isso."
McCartney cantou "Golden Slumbers" em 7 e 9 de janeiro de 1969, durante as sessões de Get Back, que se tornaria Let It Be. John Lennon não estava presente, pois havia se ferido em um acidente de carro na Escócia em 1º de julho, e ficou hospitalizado lá até 6 de julho. George Harrison tocou baixo e Ringo Starr estava na bateria. A principal sessão de gravação de "Golden Slumbers"/"Carry That Weight" foi em 2 de julho de 1969. Nesse dia, os três Beatles gravaram 15 takes das músicas, embora a maioria estivesse incompleta. A fita de oito faixas tinha a bateria de Starr na faixa um, o baixo de Harrison na segunda, o piano de McCartney na terceira, e um vocal guia na oitava. Os melhores takes foram os 13 e 15, que foram editadas juntas no dia seguinte. Os takes 1-3 desta primeira sessão, enquanto isso, foram lançadas em 2019 em alguns formatos da reedição do 50.º aniversário de Abbey Road. Em 30 e 31 de julho, McCartney gravou seus vocais principais, e o arranjo orquestral foi adicionado em 15 de agosto. Mais overdubs foram adicionados a "Carry That Weight" em outros dias, mas a parte de "Golden Slumbers" foi uma gravação relativamente direta.
Bateria, tímpanos e vocais adicionais foram adicionados em uma sessão de overdub em 31 de julho, o mesmo dia em que a primeira edição de teste do medley do lado dois foi criada, com Lennon participando da sessão. Em 15 de agosto, overdubs orquestrais que contaram com 30 músicos no total foram adicionados a "Golden Slumbers" e outras cinco canções em Abbey Road. A banda escocesa White Trash gravou "Golden Slumbers/Carry That Weight", que foi lançada como single pela Apple Records uma semana antes do lançamento em Abbey Road.

## Créditos
Segundo Ian MacDonald:
- Paul McCartney – vocal principal, piano
- George Harrison – baixo de 6 cordas
- Ringo Starr – bateria, tímpanos
- Músicos de sessão não identificados – doze violinos, quatro violas, quatro violoncelos, contrabaixo, quatro trompas, três trombetas, trombone, trombone baixo
- George Martin – arranjo orquestral

## Certificações
| Região            | Certificação | Vendas  |
| ----------------- | ------------ | ------- |
| Reino Unido (BPI) | Prata        | 200 000 |

## Versões cover
- O guitarrista americano George Benson fez um cover da música em um medley com "You Never Give Me Your Money" em seu álbum de 1970 The Other Side of Abbey Road.[15]
- A cantora brasileira Elis Regina gravou um cover da música em seu nono álbum, Ela.[16]
- Em 2001, Ben Folds fez um cover da música para a trilha sonora do filme Eu Sou Sam.[17] Esta versão também foi usada para acompanhar o segundo trailer do filme semiautobiográfico de Steven Spielberg de 2022, The Fabelmans.[18]
- Em 2006, Nia Vardalos fez um cover de "Golden Slumbers" como uma das participantes de Unexpected Dreams - Songs from the Stars.[19]
- O cantor e compositor canadense K. d. lang fez um cover de "Golden Slumbers" misturado com outra música dos Beatles intitulada "The End" para o filme de animação Happy Feet de 2006.[20]
- A cantora americana Judy Collins fez um cover da música em seu álbum de 2007, Judy Collins Sings Lennon and McCartney.[21]
- A música é apresentada duas vezes no filme de animação Sing, de 2016, cantada por Jennifer Hudson. A música também aparece na trilha sonora do filme com "Carry That Weight" como um medley.[22]
- Elbow gravou um cover da música para o comercial de Natal da John Lewis na TV em 2017. O single alcançou a posição 29 no Reino Unido e aparece no álbum de compilação The Best Of do Elbow.[23]
- Dua Lipa fez um cover da música como parte de seu EP Live Acoustic EP em 2017.[24]
- Brad Mehldau gravou a música em seu álbum de covers dos Beatles de 2023, Your Mother Should Know: Brad Mehldau Plays The Beatles.[25]